# Trophée NHK 2025
Navigation
Édition précédente Édition suivante
Le Trophée NHK (en japonais NHK杯国際フィギュアスケート競技大会, en anglais : NHK Trophy) est une compétition internationale de patinage artistique qui se déroule au Japon au cours de l'automne. Il accueille des patineurs amateurs de niveau senior dans quatre catégories: simple messieurs, simple dames, couple artistique et danse sur glace.
Le quarante-septième Trophée NHK est organisé du 7 au 9 novembre 2025 au gymnase municipal[réf. nécessaire] d'Osaka. Il est la quatrième compétition du Grand Prix ISU senior de la saison 2025/2026.
Depuis le 1er mars 2022, l'Union internationale de patinage interdit aux patineurs artistiques et aux officiels de la fédération de Russie et de la Biélorussie de participer et d'assister à toutes les compétitions internationales en raison de l'invasion russe de l'Ukraine le 24 février 2022. Les athlètes russes et biélorusses ne peuvent donc participer à aucune épreuve du Grand Prix ISU 2025-2026, jusqu'à nouvel ordre.

## Résultats

### Messieurs
(compétition à venir)
| Rang | Nom | Pays | Points | Programme court | Programme court | Programme libre | Programme libre |
| ---- | --- | ---- | ------ | --------------- | --------------- | --------------- | --------------- |
| 1    |     |      |        |                 |                 |                 |                 |
| 2    |     |      |        |                 |                 |                 |                 |
| 3    |     |      |        |                 |                 |                 |                 |
| ...  |     |      |        |                 |                 |                 |                 |

### Dames
(compétition à venir)
| Rang | Nom | Pays | Points | Programme court | Programme court | Programme libre | Programme libre |
| ---- | --- | ---- | ------ | --------------- | --------------- | --------------- | --------------- |
| 1    |     |      |        |                 |                 |                 |                 |
| 2    |     |      |        |                 |                 |                 |                 |
| 3    |     |      |        |                 |                 |                 |                 |
| ...  |     |      |        |                 |                 |                 |                 |

### Couples
(compétition à venir)
| Rang | Nom | Pays | Points | Programme court | Programme court | Programme libre | Programme libre |
| ---- | --- | ---- | ------ | --------------- | --------------- | --------------- | --------------- |
| 1    |     |      |        |                 |                 |                 |                 |
| 2    |     |      |        |                 |                 |                 |                 |
| 3    |     |      |        |                 |                 |                 |                 |
| ...  |     |      |        |                 |                 |                 |                 |

### Danse sur glace
(compétition à venir)
| Rang | Nom | Pays | Points | Danse rythmique | Danse rythmique | Danse libre | Danse libre |
| ---- | --- | ---- | ------ | --------------- | --------------- | ----------- | ----------- |
| 1    |     |      |        |                 |                 |             |             |
| 2    |     |      |        |                 |                 |             |             |
| 3    |     |      |        |                 |                 |             |             |
| ...  |     |      |        |                 |                 |             |             |

## Source
(compétition à venir)